# Conon de Fenis
Pour les articles homonymes, voir Conon.
Conon de Fenis (« Cono von Fenis »), né à Fenis et mort à Cerlier en janvier 1107, un évêque de Lausanne de la fin du XIe siècle et début du XIIe siècle, issu de la famille des seigneurs de Neuchâtel.

## Biographie
Conon, parfois Cuno ou Conrad, est né à une date inconnue, en l'état des connaissances. Il est le fils d'Ulrich Ier, de la famille des seigneurs de Neuchâtel,. Il a pour frère, Bourcard, futur évêque de Bâle.
Il est occupe le trône épiscopal de Lausanne avant 1098, sous le nom de Cono de Fenis. 
Il construit l'abbaye Saint-Jean-Baptiste de Cerlier,. N'ayant pu achever ce travail avant sa mort, c'est son frère qui en assure la continuité, puis son successeur Rudolf IV von Homburg.
Il reçoit des terres dans le comté de Fenis : Cerlier, l'abbaye de l'Ile de Saint-Jean et Le Landeron.